# (30015) 2000 CX92
A (30015) 2000 CX92 a Naprendszer kisbolygóövében található aszteroida. A LINEAR program keretein belül fedezték fel 2000. február 6-án.

## Kapcsolódó szócikk
- Kisbolygók listája (30001–30500)